# Eppeville

Eppeville este o comună în departamentul Somme, Franța. În 1 ianuarie 2022 avea o populație de 1.719 de locuitori.